# 里弗塞斯
里弗塞斯（英語：River Cess）是西非國家利比里亞西部的城市，也是里弗塞斯縣的首府，位於首都蒙羅維亞東南164公里的大西洋沿岸，海拔高度6米，經濟活動包括魚罐頭和加工業，2008年人口2,578。
5°28′N 9°35′W / 5.467°N 9.583°W